# Michael Atkinson (Politiker)

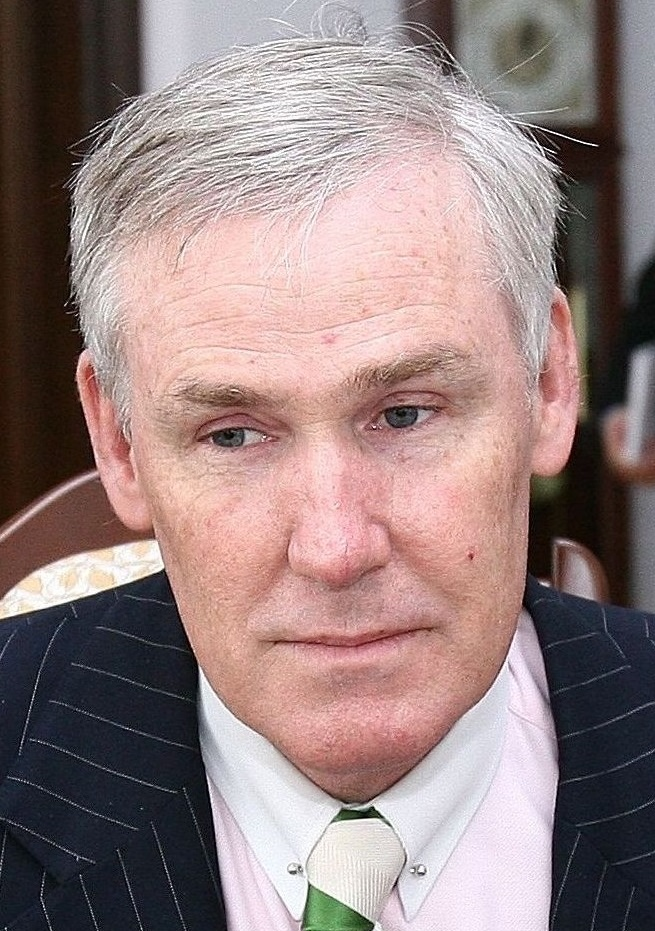
Michael Atkinson (2008)

Hon. Michael John Atkinson (* 17. Juni 1958) ist ein australischer Politiker der Australian Labor Party (ALP), der zwischen 1989 und 2018 Mitglied des South Australian House of Assembly, mehrmals Minister sowie von 2013 bis 2018 dessen Sprecher war.

## Leben

### Journalist, Rechtsanwalt und Mitglied desSouth Australian House of Assembly

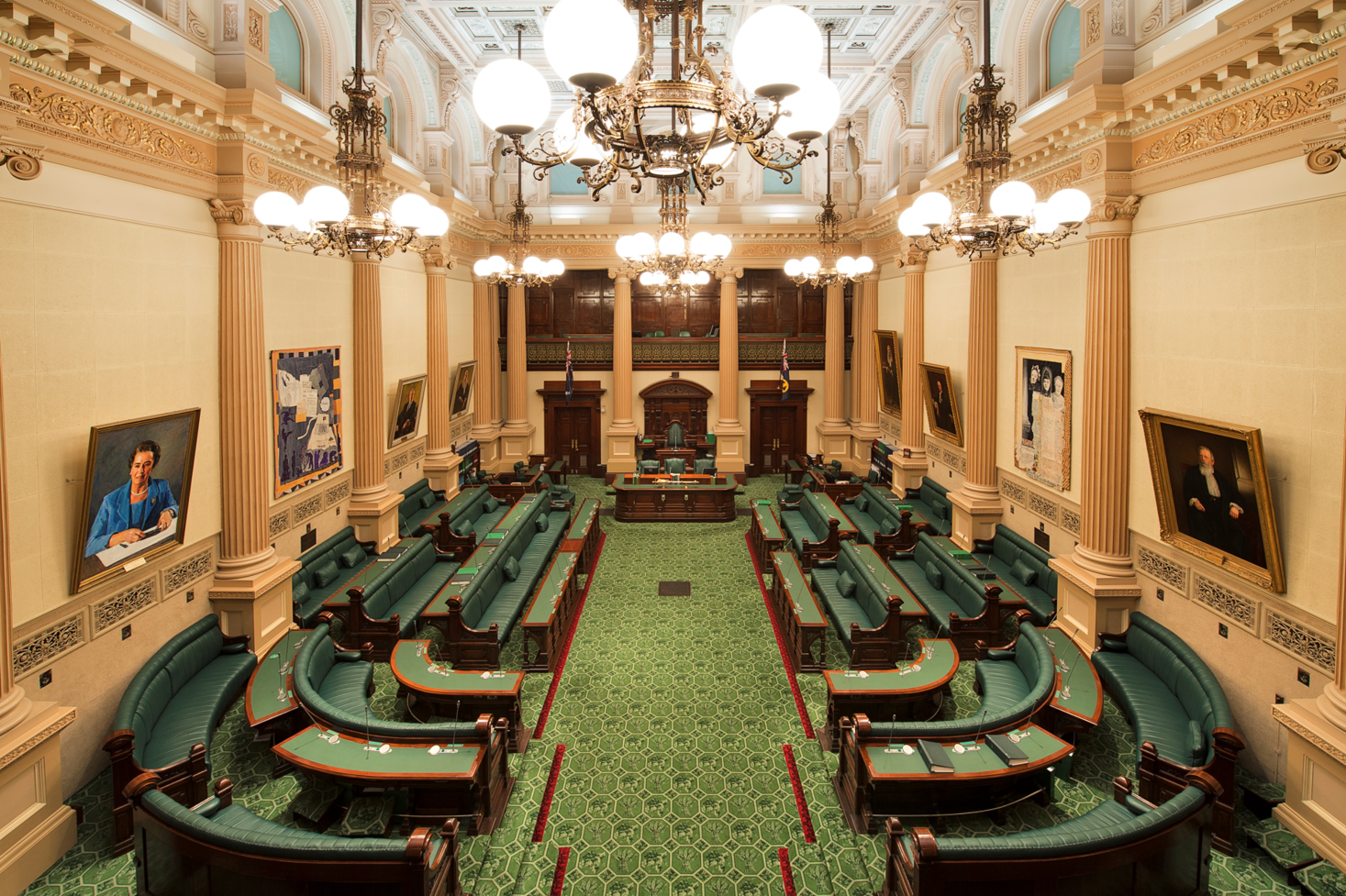
Atkinson war zwischen 1989 und 2018 Mitglied sowie von 2013 bis 2018 Sprecher des South Australian House of Assembly, des Unterhauses des Parlaments.

Michael John Atkinson absolvierte nach dem Besuch der Glenelg Primary School und der Unley High School zunächst ein grundständiges Studium an der Australian National University (ANU), welches er mit einem Bachelor of Arts (BA) beendete. Ein dortiges Studium der Rechtswissenschaften schloss er mit einem Bachelor of Arts (LL.B.) ab und war zwischen 1982 und 1985 als Journalist für die in Adelaide erscheinende Tageszeitung The Advertiser tätig. Er arbeitete anschließend von 1985 bis 1987 als Berater und Pressesekretär des damaligen Bundesministers für Einwanderung Chris Hurford sowie zwischen 1987 und 1989 als Rechtsanwalt der Einzelhandelsgewerkschaft SDA (Shop, Distributive and Allied Employees’ Association). Daneben engagierte er sich in West Croydon in der Gemeinde St. Aidan’s sowie in der dortigen örtlichen Veteranenorganisation RSL (Returned and Services League of Australia).
Am 25. November 1989 wurde Atkinson für die Labor Party als Nachfolger seines Parteifreundes Roy Abbott im Wahlkreis Spence erstmals zum Mitglied des South Australian House of Assembly gewählt, des Unterhauses des Parlaments von South Australia, und vertrat diesen Wahlkreis bis zu dessen Auflösung am 8. Februar 2002. Zu Beginn seiner Parlamentszugehörigkeit war er zwischen dem 7. Oktober 1992 und dem 6. Mai 2002 Mitglied des Ausschusses für soziale Entwicklung, vom 2. Dezember 1997 bis 15. Januar 2002 zum des Geschäftsordnungsausschusses sowie des Weiteren zwischen dem 2. Dezember 1997 und dem 12. Mai 2010 auch Mitglied des Ausschusses für gesetzliche Amtsträger.
Bei der Wahl am 9. Februar 2002 wurde er für die ALP im neu geschaffenen Wahlkreis Croydon erneut zum Mitglied der Legislativversammlung gewählt und vertrat diesen Wahlkreis weitere 16 Jahre lang bis zu seinem Mandatsverzicht am 16. März 2018, woraufhin dieser Wahlkreis von seinem Parteifreund und späteren Premierminister Peter Malinauskas übernommen wurde.

### Minister und Sprecher der Legislativversammlung

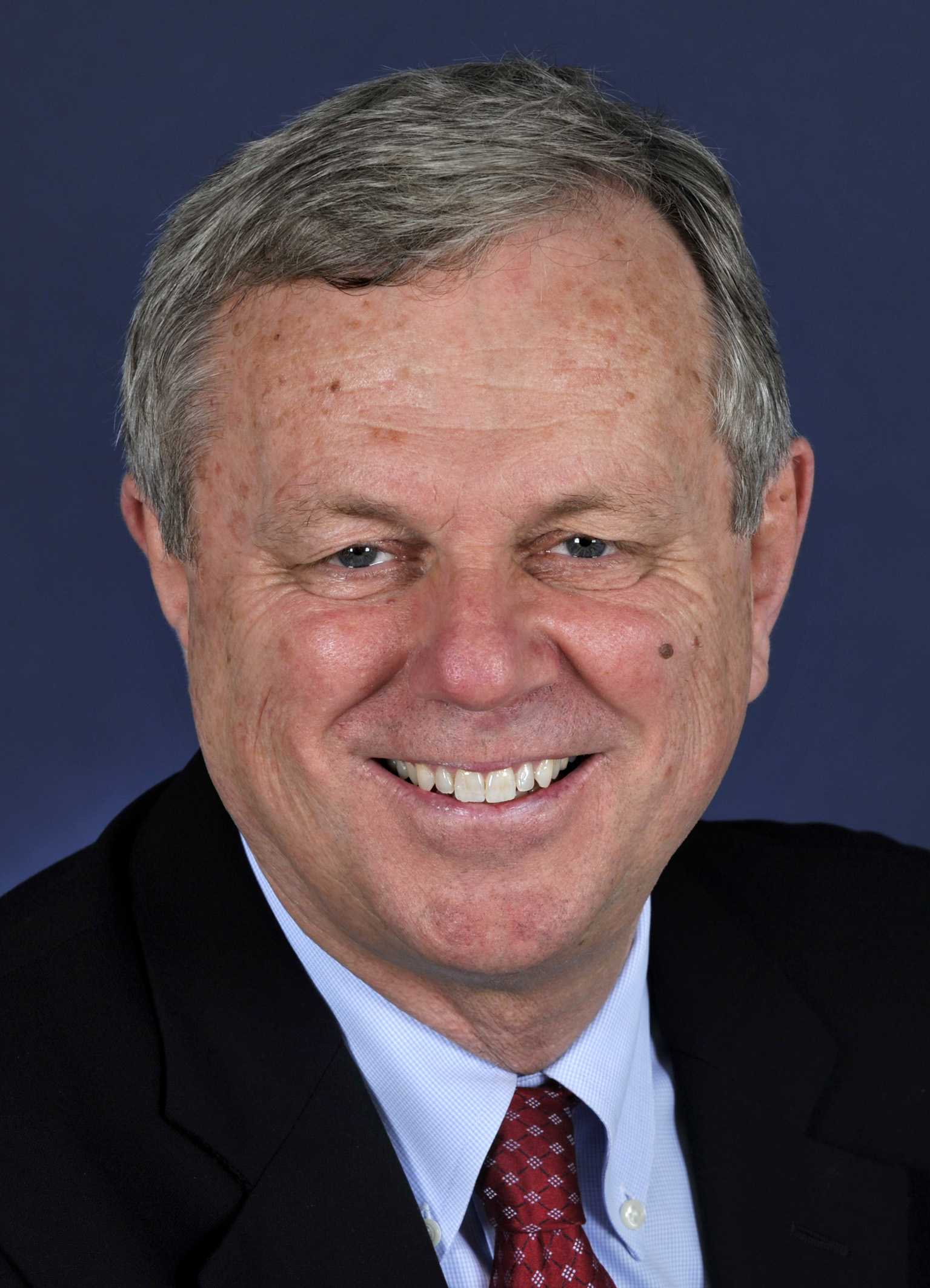
Premierminister Mike Rann, in dessen Regierung Michael Atkinson zwischen 2003 und 2010 zahlreiche Ministerämter innehatte.

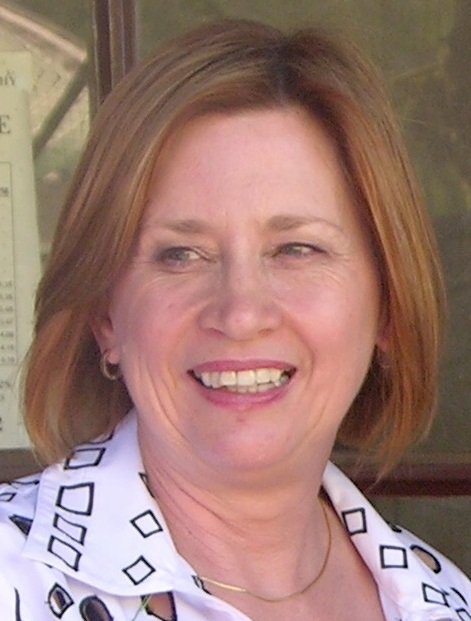
Die frühere ALP-Abgeordnete und Ministerin Jennifer Rankine ist die Lebensgefährtin von Michael Atkinson.

Nach dem Wahlsieg der Labour Party bei der Wahl am 9. Februar 2002 wurde Michael Atkinson in die Regierung von Premier Mike Rann berufen und bekleidete in dieser bis zum 30. Juni 2003 die Posten als Generalstaatsanwalt (Attorney-General), Justizminister (Minister for Justice), Minister für Verbraucherangelegenheiten (Minister for Consumer Affairs) sowie als Minister für multikulturelle Angelegenheiten (Minister for Multicultural Affairs) und fungierte zudem zwischen dem 6. März 2002 und dem 30. Juni 2003 als Mitglied des Exekutivrates (Executive Council). Nach einer Regierungsumbildung wurde er am 29. August 2003 abermals Generalstaatsanwalt, Justizminister, Minister für multikulturelle Angelegenheiten sowie Mitglied des Exekutivrates und hatte diese Ämter bis zum 25. März 2010 inne. Darüber hinaus bekleidete er vom 29. August 2003 bis zum 23. Juli 2004 auch noch einmal Minister für Verbraucherangelegenheiten. Im Zuge einer neuerlichen Umbildung der Regierung von Premier Rann fungierte er kurzzeitig zwischen dem 20. Februar und dem 23. März 2006 als Minister für Justizvollzugsdienste (Minister for Correctional Services) sowie später vom 1. Mai 2008 bis zum 25. März 2010 als Minister für Veteranenangelegenheiten (Minister for Veterans’ Affairs). Nach seinem Ausscheiden aus Regierung war er vom 12. Mai 2010 bis zum 5. Februar 2013 sowohl Mitglied des Ausschusses für öffentliche Arbeiten sowie zeitgleich des Ausschusses für Umwelt, Ressourcen und Entwicklung.
Während der 52. Legislaturperiode wurde Atkinson am 5. Februar 2013 als Nachfolger seiner Parteifreundin Lyn Breuer als Speaker zum Sprecher des House of Assembly gewählt und bekleidete das Amt des Parlamentspräsidenten auch in der 53. Legislaturperiode bis zum 16. März 2018, woraufhin Vincent Tarzia von der Liberal Party of Australia am 3. Mai 2018 dieses Amt übernahm.
Während dieser Zeit war er zwischen dem 5. Februar 2013 und dem 16. März 2018 kraft Amtes auch Mitglied des Mitglied des Gemeinsamen Ausschusses für parlamentarische Dienste sowie vom 5. Februar bis zum 12. Dezember 2013, zwischen dem 6. Mai und dem 18. Dezember 2014 sowie abermals vom 10. Februar 2015 bis zum 19. Dezember 2017 Mitglied des Geschäftsordnungsausschusses. Ferner fungierte er zwischen dem 6. Mai 2014 und dem 16. März 2018 noch einmal Mitglied des Ausschusses für gesetzliche Amtsträger.
Michael Atkinson lebt in einer Beziehung mit seiner Parteifreundin Jennifer Rankine (* 1955), die zwischen 1997 und 2018 ebenfalls Mitglied des House of Assembly war und mehrmals Ministerin war.